# Patente farmacéutica
Una patente farmacéutica es un conjunto de derechos exclusivos concedidos por un Estado al inventor de un nuevo producto o tecnología farmacéutica, susceptible de ser explotado comercialmente, por un período limitado de tiempo a cambio de la divulgación de la invención. La patente se enmarca dentro de la propiedad industrial, que a su vez forma parte del régimen de propiedad intelectual.

## Definición
La patente es un derecho, otorgado por el gobierno a un inventor o a su causahabiente (titular secundario). Este derecho permite al titular de la patente impedir que terceros hagan uso de la tecnología patentada. El titular de la patente es el único que puede hacer uso de la tecnología que reivindica en la patente o autorizar a terceros a implementarla bajo las condiciones que el titular fije. Las patentes son otorgadas por los Estados por un tiempo limitado que actualmente, según normas del ADPIC es de veinte años. Después de la caducidad de la patente cualquier persona puede hacer uso de la tecnología de la patente sin la necesidad del consentimiento del titular de ésta. La invención entra entonces al dominio público.

## Requisitos de Patentabilidad

### Aspectos positivos
Son patentables las invenciones nuevas, que impliquen actividad inventiva y sean susceptibles de aplicación industrial, aunque sea un producto que esté compuesto o que contenga materia biológica, o un procedimiento mediante el cual se produzca, transforme o utilice material biológico.
Además se considera que una invención es nueva cuando no está comprendida en el estado de la técnica.

### Aspectos negativos
Al igual que existen requisitos positivos en materia de patentabilidad, asimismo los hay de carácter negativo que son aquellos que se refieren a acepciones en materia de no patentabilidad. 
No se considerarán como invenciones susceptibles de aplicación industrial, los métodos de tratamiento quirúrgico o terapéutico del cuerpo humano o animal ni los métodos de diagnóstico aplicados al cuerpo humano o animal. Esta disposición no será aplicable a los productos, especialmente a las sustancias o composiciones, ni a las invenciones de aparatos o instrumentos para puesta en práctica de tales métodos.
No podrán ser objeto de patente:
1. Las invenciones cuya explotación comercial sea contraria al orden público o a las buenas costumbres, sin poderse considerar como tal a la explotación de una invención por el mero hecho de que esté prohibida por una disposición legal o reglamentaria. En particular, no se considerarán patentables :
a) Los procedimientos de clonación de seres humanos.
b) Los procedimientos de modificación de la identidad germinal del ser humano.
c) Las utilizaciones de embriones humanos con fines industriales o comerciales.
d) Los procedimientos de modificación de la identidad genética de los animales que supongan para estos sufrimientos sin utilidad médica o veterinaria sustancial para el hombre o el animal, y los animales resultantes de tales procedimientos.
2. Las variedades vegetales y las razas animales. Serán, sin embargo, patentables las invenciones que tengan por objeto vegetales o animales si la viabilidad técnica de la invención no se limita a una variedad vegetal o una raza animal determinada.
3. Los procedimientos esencialmente biológicos de obtención de vegetales o de animales. A estos efectos se considerarán esencialmente biológicos aquellos procedimientos que consistan íntegramente en fenómenos naturales como el cruce o la selección.
4. El cuerpo humano, en los diferentes estadios de su constitución y desarrollo, así como el simple descubrimiento de uno de sus elementos, incluida la secuencia o la secuencia parcial de un gen.
Sin embargo, un elemento aislado del cuerpo humano u obtenido de otro modo mediante un procedimiento técnico, incluida la secuencia total o parcial de un gen, podría considerarse como una invención patentable, aun el caso de que la estructura de dicho elemento sea idéntica a la de un elemento natural.
La aplicación industrial de una secuencia total o parcial de un gen deberá figurar explícitamente en la solicitud de patente.

## ¿Dónde se puede solicitar una patente farmacéutica?

### Patente nacional
La solicitud de patente y demás documentos que la acompañan se puede presentar: 
- directamente en la OEPM Archivado el 30 de julio de 2013 en Wayback Machine.
- en los registros de cualquier órgano administrativo de la Administración General del Estado, de cualquier Administración de las CCAA
- en las Oficinas de Correos
- en las representaciones diplomáticas u oficinas consulares de España en el extranjero.

También es posible realizar la solicitud de invenciones nacionales (patentes y modelos de utilidad) a través de Internet en la página web de la OEMPS.

### Patente europea
Una solicitud de patente europea se puede presentar a través
de la Oficina Europea de Patentes, o si
la ley de un Estado Contratante lo permite,  en la oficina central de la propiedad
industrial o de otra autoridad competente de dicho Estado.
En cualquier caso, la oficina central de la propiedad
industrial de un Estado Contratante comunicará a la Oficina Europea de Patentes
cualquier solicitud de patente europea presentada a ella o a cualquier otra
autoridad competente de dicho Estado
Existen varias opciones para poder presentar los formularios
de solicitud de patente Europea a través de la Oficina Europea de Patentes
(EPO):
- De manera en línea, utilizando el software oficial de la EPO o mediante el nuevo servicio de formulario web, ambos disponibles en la página oficial de la EPO
- Por correo, por fax o a mano, presentándolos en la oficina central de la EPO en Múnich (Alemania), en la sub-oficina de Berlín (Alemania) o en su ramificación en La Haya (Países Bajos)
- Mediante buzones automatizados, disponibles las 24 horas del día, situados en Múnich y en Berlín al lado de los edificios oficiales de la EPO. Actualmente La Haya no dispone de este tipo de buzones automatizados.

Como punto final hay que tener en cuenta que no es posible
presentar una solicitud de patente Europea mediante mensaje de correo electrónico, telegrama, teletipo
o teletexto.
Solicitudes de patentes europeas también se pueden presentar
en las oficinas centrales de la propiedad industrial de los Estados
participantes de contratación .
Aparte de los puntos mencionados anteriormente relacionados con la Oficina Europea de Patentes, los residentes en España pueden presentar la solicitud de patente europea:
En la Oﬁcina Europea de Patentes, en Múnich, o en su Departamento de La Haya, o en Berlín
En la Oﬁcina Española de Patentes y Marcas
En las siguientes comunidades autónomas: Andalucía (Sevilla), Canarias (Sta. Cruz de Tenerife), Cataluña 
(Barcelona), Comunidad Valenciana (Valencia), Galicia (Santiago de Compostela), Navarra (Pamplona) y País 
Vasco (Bilbao).

### Patentes internacionales no europeas
Tratado de cooperación en materia de patentes (Patent cooperation treaty) (PCT)

## Requisitos de la solicitud de patente
Los requisitos a los que está sometida la solicitud de una patente nacional son los mismos que los que rigen a las patentes europeas:
Una solicitud de patente deberá contener:
- Una solicitud para la concesión de la patente europea;
- Una descripción de la invención;
- Una o más reivindicaciones;
- Los dibujos mencionados en la descripción o las reivindicaciones;
- Un resumen

La solicitud de patente europea deberá exponer la invención de manera suficientemente clara y completa para que pueda ser entendida y replicada por un experto en la materia.
La solicitud de patente Europea está sujeta al pago de la tasa de búsqueda y de presentación.Las tasas de renovación de la solicitud de patente europea se pagarán a la Oficina Europea de Patentes al tercer año de presentar la patente y a partir de ese punto cada año siguiente. Si la cuota de renovación no se abona a su debido tiempo la solicitud se considera retirada.La obligación del pago de tasas de renovación termina con el pago de la tasa del año en que la patente es publicada en el Boletín de Patentes Europeas.

## Tramitación de la solicitud de la patente

### Tramitación de la solicitud de la patente nacional
Se establecen dos procedimientos de concesión: 
- Un procedimiento general, en el que se elabora un Informe sobre el Estado de la Técnica (IET). Dicho informe contiene una lista de divulgaciones anteriores de elementos iguales o similares a la invención, que sean necesarios para valorar la novedad y la actividad inventiva de la misma, y una Opinión Escrita (OE), preliminar y sin compromiso, acerca de si la invención objeto de la solicitud de patente cumple aparentemente los requisitos de patentabilidad establecidos en la Ley, y en particular, con referencia a los resultados de la búsqueda.
- Un procedimiento de concesión con examen previo, en el que además del IET se realiza un examen de fondo de los requisitos de novedad y actividad inventiva así como de la suficiencia de la descripción.

La opinión escrita forma parte del IET, si la petición de IET se ha efectuado a partir del 16 de septiembre de 2008. En el caso de que la tramitación de la solicitud de patente tenga lugar por el procedimiento general, se concederá la patente al final de la tramitación, independientemente del contenido del IET.

## Tipos de patentes farmacéuticas

### Patente de invención
Todo nuevo producto o procedimiento que ofrece una nueva manera de hacer algo, o una nueva solución técnica a un problema.
La patente de producto es el derecho a impedir la fabricación, el ofrecimiento, la introducción, la venta o la utilización del producto sujeto a la patente
Dentro de este tipo de patentes podemos englobar:
- El producto puro
- Combinaciones
- Formas galénicas

### Patente de modelo de utilidad
Toda nueva forma, configuración o disposición de elementos, de algún artefacto, herramienta, instrumento, mecanismo u otro objeto o de alguna parte del mismo, que permita un mejor o diferente funcionamiento, utilización o fabricación del objeto que le incorpore o que le proporcione alguna utilidad, ventaja o efecto técnico que antes no tenía.
La patente de procedimiento es el derecho a impedir la utilización del procedimiento que se ha patentado; así como terceras personas que están autorizadas ofrezcan, introduzcan en el mercado o utilicen el producto obtenido por el procedimiento que se ha patentado
En cuanto a las patentes de procedimientos, podemos referirnos a:
Procedimiento de fabricación
Uso o utilización del producto obtenido por el procedimiento patentado

## Exclusividad de datos
Un medicamento genérico puede comercializarse solamente una vez que la patente y el Certificado Complementario de Protección (CCP) que protegen al producto original han expirado. Por otro lado, la exclusividad de datos impide que un fabricante genérico pueda hacer una solicitud para obtener una autorización de comercialización basada en la demostración de la bioequivalencia con el producto de referencia.
La exclusividad de datos es una disposición separada y complementaria destinada a dar protección adicional al medicamento innovador. Se refiere a un período de tiempo durante el cual el solicitante del genérico no puede presentar una solicitud para obtener una autorización de comercialización a las autoridades competentes. Por lo tanto los medicamentos genéricos pueden solamente ser evaluados y aprobados por las autoridades competentes después de que el periodo de exclusividad de datos haya expirado.
La exclusividad de datos se introdujo en 1987 para compensar la protección de las patentes de proceso -considerada insuficiente-y la inexistencia de patentes de producto en algunos países en ese momento. Aunque actualmente en los Estados miembros de la UE todos los productos farmacéuticos disponen de una fuerte protección a través de patentes de producto, la exclusividad de datos sin embargo se ha mantenido en la nueva legislación farmacéutica europea, que entró en vigor en 2005.
La exclusividad de datos impide a los organismos de regulación de medicamentos aceptar una solicitud de autorización de comercialización basada en la bioequivalencia durante un determinado período. En la UE, la fórmula “8+2+1” es aplicable a todos los medicamentos nuevos, siempre que la solicitud se haya presentado después del 31 de octubre de 2005. En estos casos, los fabricantes de medicamentos genéricos pueden solicitar una autorización de comercialización basada en la bioequivalencia únicamente después de haber finalizado el período de 8 años de exclusividad de datos, y no pueden comercializar sus productos hasta dos o tres años después. El período efectivo de exclusividad comercial es, por consiguiente, de 10 u 11 años. El año adicional se aplica cuando las nuevas indicaciones (con beneficio clínico significativo probado) han sido añadidas por el original durante los primeros 8 años de comercialización del producto. Como esta disposición es prospectiva, las nuevas normas de exclusividad de datos no afectarán aplicaciones genéricas hasta después de octubre de 2013. En cuanto a los productos para los cuales la solicitud inicial se hizo antes de la transposición de la Directiva (31 de octubre de 2005), continuarán beneficiándose de los periodos previos de protección que son:
- 10 años para autorizaciones nacionales concedidas por: Bélgica, Alemania, Francia, Italia, Países Bajos, Suecia, Reino Unido, Luxemburgo
- 6 años para autorizaciones nacionales concedidas por: Austria, Dinamarca, Finlandia, Irlanda, Portugal, España, Grecia, Polonia, República Checa, Hungría, Lituania, Letonia, Eslovenia, Eslovaquia, Malta, Estonia, Chipre y también Noruega, Liechtenstein e Islandia
- 10 años para todos los medicamentos autorizados a través del procedimiento centralizado.[6]

## Efecto de una patente. Obligaciones y derechos

### Obligaciones
- Explotar la invención (máximo 4 años desde la solicitud o 3 años desde su publicación en el BOPI)
- Pagar tasas anuales

### Derechos
Prohibición del uso a terceros con varias excepciones
- Actos en al ámbito privado con fines no comerciales.
- Preparaciones de medicamentos realizadas en las farmacias extemporáneamente y por unidad en ejecución de una receta médica ni a los actos relaticos a los medicamentos así preparados.
- Fines experimentales. Estipulación Bolar (Directiva 2004/27/CE, Ley 29/2006)[7]

## Caducidad de la patente
Una patente puede caducar por cualquiera de los siguientes motivos:
- Por la expiración del plazo para el que hubieren sido concedidas.
- Por renuncia del titular.
- Si la invención no es explotada en los dos años siguientes a la concesión de la primera licencia.
- Por falta de pago en tiempo oportuno de las tasas anuales ( el pago debe efectuarse antes de la fecha de vencimiento).

La patente cuya caducidad se hubiere producido por la falta de pago de la tasa anual podrá ser rehabilitada cuando el titular de la patente justifique que fue por una causa de fuerza mayor (a cual ha de ser presentada antes de seis meses a la publicación de la caducidad) y abonando la anualidad no pagada con una penalización correspondiente.

## Nulidad de una patente
Los Tribunales podrán anular la vigencia de una patente en cualquiera de los siguientes casos:
- No se cumple alguna de las condiciones de patentabilidad.
- No se describe la invención de forma suficientemente clara y completa para que pueda ejecutarla un experto sobre la materia.
- El titular de la patente no tenía derecho a obtenerla.

## Enlaces interés
www.aemps.gob.es
www.oepm.es